# Bussums Bloei
Bussums Bloei is een natuurgebied van het Goois Natuurreservaat in de wijk Het Spiegel in Bussum. Het bosgebiedje wordt doorsneden door de Nieuwe 's-Gravelandseweg en grenst aan de Franse Kampheide en Cruysbergen.
Bussums Bloei is een gemengd bos met in het centrum een grote open plek die bestaat uit een mengeling van gras en heideachtige bodem.